# GRIB
GRIB (engl. GRIdded Binary als Abkürzung für die Version 1, General Regularly-distributed Information in Binary form als Abkürzung für die Version 2) ist ein standardisiertes, komprimiertes binäres Datenformat, das üblicherweise in der Meteorologie verwendet wird, um historische und vorausberechnete Wetterdaten zu speichern. Es basiert auf einem rechteckigen Gitter, von dessen Gitterpunkten die geographischen Koordinaten bekannt sind. Der Standard ist definiert durch die Weltorganisation für Meteorologie (WMO) für Basissysteme, bekannt unter der Nummer GRIB FM 92-IX, beschrieben im WMO Manual, Code Nr.306.
Praktische Bedeutung hat dieses Format für Wetter- und Strömungsvorhersagen in der Schifffahrt und für Sportsegler sowie in der Flugsicherung (Übertragung von Höhenwindvorhersagen).